# Ars amatoria
L'Ars amatoria (L'arte amatoria) è un poemetto in distici elegiaci, in latino, composto da Publio Ovidio Nasone nell'1 a.C. o nell'1 d.C.

## Caratteri principali
L'opera, che si divide in tre libri, offre agli uomini strategie di conquista delle donne e alle donne consigli su come attrarre il proprio amante.
Ovidio compone quest'opera durante la sua maturità e più precisamente si ritiene che i primi due libri risalgano all'1 a.C. o all'1 d.C., quando il poeta doveva avere circa quarant'anni. Il terzo ed ultimo libro, comparso subito dopo, doveva forse appartenere ad un progetto che comprendeva anche i Remedia amoris.

### Il ruolo del poeta e della donna
Nell'Ars amatoria, dall'alto della sua esperienza di poeta e di amante, Ovidio assume il ruolo di praeceptor amoris, professore di erotismo, che impartisce insegnamenti per praticare l'arte della seduzione.
La novità di Ovidio sta nell'aver reinterpretato il ruolo di praeceptor. Se prima il poeta-amante dopo aver vissuto una storia tormentata con la dolce amata si sentiva socialmente in dovere di mettere al servizio degli altri la propria esperienza, ora il ruolo del poeta viene scisso dalla sua vita passata. Inoltre, mentre in precedenza il poeta-amante si definiva uno schiavo d'amore, ora, il praeceptor guarda dall'esterno il rapporto d'amore tra due partner e si diletta nel dare consigli dettagliati, invitando i lettori a seguirli in modo rigoroso, quasi come si segue una ricetta di cucina.
Dunque quello che prima era un poeta-amante, diventa nell'Ars amatoria un poeta-regista, che muove gli amanti come pedine su una scacchiera.
Anche il ruolo della donna cambia all'interno dell'elegia di tipo erotico, essendo diventata solo una preda da cacciare tra tante altre. Nella tradizione infatti, la puella, soggetto delle attenzioni di un corteggiatore era una, ben determinata. Al contrario nell'Ars amatoria la puella non ha nome, è generica.

### Le strategie d'amore
Per Ovidio bisogna godere degli aspetti positivi del rapporto, lasciando da parte le sofferenze, che fino ad allora sembravano inevitabili. E per far questo è necessario produrre strategie e tattiche, che il poeta nel suo manuale suggerisce con un rigore scientifico, tale da ricordare i trattati tecnici e giuridici. Il titolo stesso rimanda alle ars.
Infatti così come i trattati dell'ars rhetorica, il poema si apre con la presentazione del tema di fondo dell'opera e con l'intentio, la raccolta degli argomenti veri o verosimili, per proseguire, conformemente alla tradizione didascalica, con la partitio, ossia “l'enumerazione introduttiva sui punti da trattare, prima di un'intricata narratio o di una argumentatio”.
Il poeta assicura che le strategie di conquista da lui proposte sono universali e valide per ogni fanciulla. Tuttavia, alla fine dell'opera, Ovidio tiene a sottolineare che a dispetto di quanto da lui esposto, l'amore non è una scienza esatta e ogni donna per essere conquistata richiede un metodo diverso, in quanto vive in contesti differenti, ha abitudini differenti.
I metodi utili sia per la conquista che per il mantenimento del rapporto sono principalmente due: l'inganno e la simulazione.
Secondo il poeta, bisogna simulare di accondiscendere ad ogni richiesta e capriccio della preda, che riterrà così di essere davanti ad un amante fedele e prodigo. Egli consiglia agli amanti: 
(Publio Ovidio Nasone)
L'amore è quindi una guerra spietata in cui il fine giustifica i mezzi, onesti o sleali che siano.
È pertanto importante che l'amante non si mostri mai debole agli occhi dell'amata e soprattutto che non diventi schiavo d'amore (come invece accadeva nelle precedenti esperienze elegiache), ma renda tale l'amante.
Ad appoggiare le sue idee il poeta cita molto spesso degli exempla, esempi di storie tratte dalle leggende e dai miti degli eroi e degli dei.
Questa tecnica letteraria era molto nota non solo nell'ambito delle produzioni letterarie ma soprattutto in quelle di tipo pratico, come nei trattati giuridici o nelle orazioni. Qui gli exempla coprivano il ruolo fondamentale di confutare o dimostrare una tesi o un fatto oggetto della disquisizione. Addirittura i giudici, nei processi, erano soliti appellarsi ad essi per assolvere o condannare gli imputati. 
È probabilmente dai manuali in cui erano appositamente raccolti che Ovidio trae l'abbondante numero di exempla di cui si serve.

### Destinatario
Alla fine del proemio del libro I, Ovidio indica i suoi destinatari ma non lo fa nominando chi può e chi non può accostarsi alla lettura dei suoi carmi, bensì vi allude usando la tecnica della negazione: dice soltanto chi se ne deve assolutamente tenere lontano. Tuttavia egli non lo fa esplicitamente, ma menziona solo l'abbigliamento tipico delle donne che per statuto morale e sociale non possono accedervi.
Si tratta in primo luogo delle vestali e delle fanciulle vergini, a cui il poeta allude con le parole vittae tenues, tenui bende. Era usanza che solo queste categorie di donne vestissero queste bende di lana che cingevano il capo per poi annodarsi sul collo.
L'altra e ancor più importante categoria era quella delle matrone, le donne sposate. Queste erano solite indossare l'instita, ossia un indumento che applicato alla parte posteriore della stola, scendeva lungo tutto il corpo, fino a coprire i piedi. Questi indumenti erano assolutamente vietati non solo alle cortigiane, ma anche alle libertae e alle libertinae, le schiave libere. 
In tal modo, ai lettori, che conoscevano queste usanze, giungeva chiaro il proposito del poeta, di rivolgersi soltanto alle donne libere, che fossero giovani o mature.
Egli infatti insegna che le donne giovani, consapevoli della loro fresca bellezza, sono più difficili da conquistare ed anche più pretenziose; le donne in età più avanzata, sfiorite dal tempo, sono esse stesse a concedersi e a voler conquistare.

## Forma e stile
L'Ars amatoria prende come modelli principalmente le forme del poema didascalico, dell'elegia e dei trattati tecnico scientifici. Dal primo Ovidio prende la consequenzialità degli eventi narrati e la chiarezza dell'esposizione, mentre dall'elegia la tematica e il metro, ovvero il distico, distintivo della poesia erotico-elegiaca. Dai trattati è tratto il tipico tono severo degli insegnamenti.
Lo stile si dimostra sempre elegante e lascia spazio all'ironia con cui il poeta descrive le parti salienti dell'approccio.

### La metafora ed il mito
Per impartire i suoi precetti, il poeta fa uso di alcune metafore, che riprende in tutti e tre i libri del poema. 
Una di queste è quella della caccia. Egli invita entrambi gli innamorati a tendere delle trappole, a gettare l'amo, a pensare, insomma, come cacciatori. Proprio come questi, l'innamorato deve studiare la sua preda, conoscerne l'habitat, le abitudini e le sue compagnie, così da riuscire a sfruttare ogni occasione che si presenta per porre i propri inganni.
Altrettanto radicata nel pensiero del poeta è l'immagine dell'amore come una guerra in cui si scontrano due eserciti avversi che si combattono con le armi specifiche del proprio sesso: le armi che il poeta, giustappunto, si occupa di fornire ai suoi lettori.
L'oggetto della contesa qui, non è l'amore, bensì soltanto il piacere sessuale. L'allievo-amante deve essere sempre ben attento a non farsi coinvolgere sentimentalmente, sicché possa continuare a tenere le redini del giogo anche dopo aver vinto la prima battaglia, quella della conquista.
Ogni consiglio o strategia viene sempre accompagnato da un racconto mitologico o leggendario. Un esempio suggestivo compare nei versi 525-562 in cui Ovidio rimanda al mito di Arianna per sottolineare l'importanza del luogo degli incontri e per raccomandare di tenere sempre presenti le condizioni "patologiche" della preda.

## Contenuti dell'opera

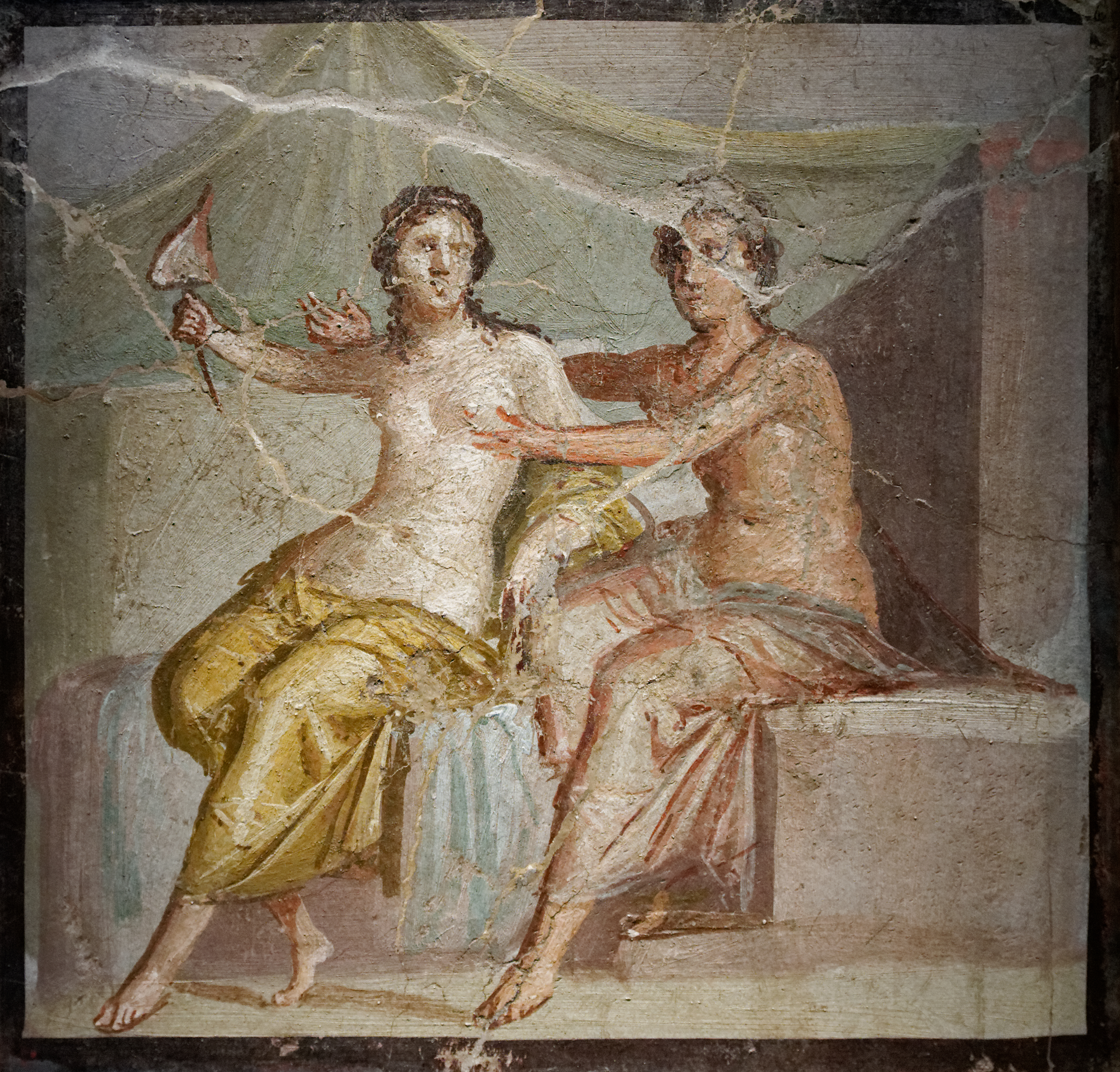
Venere e Marte in un affresco di Pompei, MANN

### Libro I
Il libro I dell'Ars amatoria è composto da 770 versi ed è dedicato, insieme al secondo, agli uomini.
Nella prima parte, che costituisce il proemio, il poeta si rivolge direttamente ai suoi lettori e li invita a "cogliere nuovi amori", una volta letto il suo poema e appresi i suoi insegnamenti. A vegliare su di lui vi sarà Venere, la quale lo aiuterà ad addomesticare Cupido con le sue arti.
Nei versi 3-4 compare il primo di una lunga serie di exempla: così come Automedonte, l'abile auriga dell'eroe Achille, e come Tifi, l'impavido timoniere, anche Ovidio sarà timoniere e auriga di Amore, contro cui, al contrario dei due eroi, dovrà faticare. D'altra parte, a soccorrere il poeta vi è la giovane età del dio, che gli consentirà di essere guidato.
Si sdoppia così il compito di praeceptor che Ovidio si propone di avere: se da un lato sarà insegnante di coloro che ancora non conoscono il mondo della seduzione, dall'altra sarà guida del dio che la permette.
Per ribadire questo concetto, ricorre nuovamente ad Achille al quale fece da maestro il centauro Chirone, proprio come Ovidio lo sarà per Amore. Una differenza fondamentale tra il binomio studente-insegnante che contrappone Achille-Chirone a Ovidio-Amore consiste nel fatto che nella prima coppia è il puer, l'alunno, a intimorire “gli amici e i nemici”, mentre nel secondo caso sarà il praeceptor con la sua ars a dare paura al suo ribelle allievo. Sarà infatti con quest'opera che il poeta si vendicherà per la sofferenza che Amore, con le sue frecce avvelenate, gli ha inferto nella sua vita.
più crudelmente m'arse, su di lui
tanto più grande prenderò vendetta»
(Publio Ovidio Nasone)
Nei vv 25-27 il poeta opera una recusatio (una delle cinque parti della retorica): nega l'ausilio sia di Apollo che delle Muse, elemento invece richiesto dalla tradizione. Non saranno loro a ispirargli il carme, bensì solamente la sua esperienza.
Dopo aver innalzato il tono del canto con queste parole, Ovidio termina il proemio con i versi più contestati della sua opera, quelli a cui successivamente si appellerà per difendersi dall'accusa di corruttore dei costumi. Quivi egli indica le uniche donne a cui si riferisce l'opera: le donne libere.
Dal verso 35 si entra nel vivo degli insegnamenti: per prima cosa, egli suggerisce il luogo in cui il giovane può cercare l'amata. Sono da privilegiare i luoghi affollati come il circo, il teatro, il banchetto o addirittura il Foro. Questo suggerimento era in aperto contrasto con la tradizione dell'elegia erotica, in quanto i poeti precedenti che cantavano la stessa materia preferivano gli spazi chiusi dove gli amanti potevano rimanere soli, piuttosto che quelli aperti e affollati.
Molto propizie sono, inoltre, le corse dei cavalli, sport amato dai romani. Qui, avvistata la preda, sarà necessario che il cacciatore si dimostri sicuro di se stesso e prontamente chiacchieri con la fanciulla di un qualsiasi argomento. Qualora egli non sappia rispondere a qualche sua domanda, deve ricorrere all'invenzione e mai tacere.
Dal verso 392 poi, Ovidio passa a disquisire sui modi per conquistare la giovane, senza minimamente prendere in considerazione la possibilità che essa possa rifiutare il corteggiamento, perché
nascondere l'ardore. Se per primi
non chiedessimo più pietà di baci,
la donna, vinta, chiederebbe lei.»
(Publio Ovidio Nasone)
A conferma di questa ipotesi, il poeta narra, dal verso 289 al verso 326, la nota leggenda di Pasifae, la regina di Creta, che non seppe frenare il desiderio e si unì con un toro. Dalla stessa famiglia, per altri motivi, sarà attinto successivamente un altro exemplum, quello che vede protagonista Arianna, la figlia di Pasifae.
Altro consiglio è quello di conoscere l'ancella più fidata, quella a cui la donna affida i più segreti pensieri e che può aiutare il corteggiatore ad entrare nelle sue grazie. Qualora poi sia l'ancella a mostrarsi disponibile, non è, secondo il poeta, disdicevole accontentarla, purché questo non ostacoli la riuscita della caccia.
Fondamentali per attrarre la preda nella rete della seduzione sono i munera, i doni. Il poeta ne dedica una lunga sezione, in cui specifica che non bisogna fare doni all'amante, ma bisogna solamente prometterli. Perché con la speranza di riceverli lei si legherà ancor di più al corteggiatore e si concederà. Se invece sarà lei a riceverli, perderà l'interesse del suo benefattore.
È in questo che si evidenzia il gioco delle parti: da una parte sarà vittoria del corteggiatore ottenere la fanciulla senza dare nulla; dall'altra sarà vittoria della corteggiata ricevere dei doni, senza concedersi.
Ovidio prosegue il carme occupandosi dell'aspetto del corteggiatore, che non deve essere troppo curato, bensì pulito e ben vestito.
La carrellata di consigli termina con la metafora della nave che si ferma per breve tempo, per continuare il suo viaggio nel libro successivo.

### Libro II
Il secondo libro è sempre dedicato agli uomini, ma ora Ovidio si occupa di istruire l'amante su come, una volta conquistata la fanciulla, debba conservare il rapporto.
Per prima cosa sono da evitare i litigi, caratteristica tipica dei coniugi. Ma poiché qui non si parla di tali, bensì di amanti liberi da accordi matrimoniali, questi devono nutrire il loro amore con le carezze e con le attenzioni, anche perché i litigi non fanno altro che far perdere giorni di felicità. A fare da testimone a questo consiglio, questa volta non c'è un exemplum, ma un'esperienza personale del poeta:
se lo ricordo! Scompigliai le chiome,
vinto dall'ira. Quanti giorni belli,
tutti d'amore, mi costò quell'ira!»
(Publio Ovidio Nasone)
Altra tattica, che viene accennata anche nel primo libro, è quella di fare tutto ciò che l'amante vuole; farla vincere al gioco dei dadi, mantenerle lo specchio mentre si pettina (compito che era dovuto all'ancella), raggiungerla ogni qual volta l'amante sia invitato. Oppure viene suggerito, come nel libro precedente, di guadagnarsi l'amicizia dell'ancella della fanciulla. Questa volta però l'autore propone di curarsi non solo di lei, ma di tutti gli altri servi, anche mediante piccoli doni.
Per quanto riguarda i doni destinati all'amante, il poeta non consiglia di evitarli, purché siano modesti e scelti con cura. Una particolare forma di munera è costituita dalla poesia: secondo Ovidio le donne apprezzano molto i versi a loro dedicati. Bisogna poi riempirle di complimenti, a prescindere che siano pensati o solo di facciata.
Dal verso 558 inizia la trattazione del tradimento; per Ovidio il tradimento è lecito dopo aver consolidato il rapporto. L'unica accortezza è di non farsi scoprire dalla donna, perché la sua furia, che coglie l'amante con una rivale, è inarrestabile. Bisogna che questi quindi prenda delle precauzioni: non frequenti gli ambienti in cui l'amata è solita andare, non regali presenti riconoscibili dalla amata, non renda pubblico il secondo rapporto.
È invece utile far ingelosire l'amata, farle credere che l'amante, che ha sempre avuto tanta premura per lei, stia perdendo l'interesse, così sarà lei a cercarlo ed il legame non perderà la sua solidità, ma al contrario, si rinforzerà.
Se invece è l'amata a tradire, l'amante deve tacere e fingere di non esserne al corrente, se vuole evitare di essere deriso.
Dopo essere passato ai consigli riguardanti l'amplesso, Ovidio chiude il carme con dei versi che lasciano presagire l'intenzione di dedicare un libro alle donne.

### Libro III

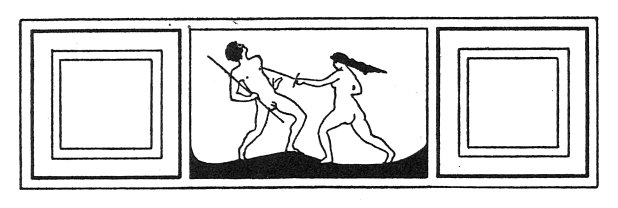
illustrazione di Jean de Bosschere, risalente al 1930. Riprendendo la metafora ovidiana dell'amore come guerra, rappresenta i due amanti mentre combattono.

Il libro III si apre con la metafora della guerra: dopo aver dato consigli agli uomini, ossia di averli dotati di armi, Ovidio si propone di fare altrettanto per le donne. Ovidio consiglia alle donne come luoghi da frequentare, gli stessi che aveva consigliato agli uomini nei libri precedenti.
In questo libro il poeta descrive le donne come delle ingannatrici, ancor più furbe degli uomini, nel trarre in trappola i loro corteggiatori. Egli infatti non insegna loro a difendersi dagli inganni degli amanti, ma semplicemente a rendersi più attraenti ai loro occhi. 
Tuttavia, il poeta riconosce che non ci sono solo donne pronte a trarre in inganno e a far soffrire gli uomini, ma ve ne sono altre che hanno sofferto a causa loro. Naturalmente a supportare questa tesi egli cita numerosi esempi, tratti soprattutto dal mondo degli eroi. Se da un lato vi sono donne, che come Elena di Troia, hanno abbandonato il proprio marito per scappare con un amante, dall'altra vi sono donne fedeli, come Penelope, che ha atteso per venti anni il prode Ulisse.
Ancora una volta, Ovidio ribadisce che i suoi precetti non sono destinati alle donne sposate, ma a quelle libere. Queste avranno le armi per non perdere il loro uomo, cosa che è invece accaduta a quelle che non conoscevano ancora l'arte della seduzione.
Una vasta sezione è dedicata in particolare all'aspetto, che deve essere sempre gradevole e curato. È qui che si nota in modo particolare il tono rigoroso che rimanda ai trattati tecnico scientifici. Ovidio descrive con massima premura abbigliamento, acconciature, cura del corpo e portamento.
Raccomanda però di non mostrare agli amanti i propri trucchi di bellezza e soprattutto di non farsi trovare da loro con le creme sul viso, perché di certo non le faranno sembrare più attraenti.

Toilette della donna romana, Museo Nazionale di Cartagine

Dopo aver curato ogni aspetto di cui si devono occupare le donne che vogliono trovare un uomo, nell'ultima parte del carme l'autore, così come aveva fatto nel libro precedente, tratta le tecniche sessuali.
Ancora una volta infine, raccomanda alle donne, così come aveva fatto con gli uomini, di rendere noto il nome del poeta che ha insegnato loro a sedurre.

## Fortuna dell'opera
L'Ars Amatoria ebbe particolare fortuna a partire dal Medioevo, epoca in cui, nonostante la severità e lo stretto controllo esercitato dalla Chiesa, fu maggiormente apprezzato. L'influenza di Ovidio sulla letteratura latina medievale è stata individuata da Ludwig Traube come un carattere connotante di una stagione culturale iniziata con il Rinascimento del XII secolo e prolungatasi fino al XIII secolo: a tale proposito, lo studioso tedesco coniò il paradigma di Aetas Ovidiana, che faceva seguito alla Aetas Vergiliana che aveva connotato la rinascita carolingia (VIII-X secolo), e alla Aetas Horatiana dei secoli X e XI.
Appartiene a questo periodo una versione dell'opera in lingua d'oïl, composta da Chrétien de Troyes, poi andata perduta.
Nel Duecento poi, molti letterati francesi addirittura fecero dell'Ars amandi un manuale per laici e chierici.
Roger de Lafforest, scrittore e giornalista di parapsicologia, radiestesia e magia, fa riferimento a sette versi dell'Ars amatoria di Ovidio che nessuno traduttore oserebbe citare, per una qualche superstizione che li avvolge. Egli non riporta quali siano i sette versi, ma nella sua traduzione in francese moderno, anche Roger de Lafforest li ha volutamente evitati, come molti altri traduttori.